# Paranannopus plumosus
Paranannopus plumosus is een eenoogkreeftjessoort uit de familie van de Pseudotachidiidae. De wetenschappelijke naam van de soort is voor het eerst geldig gepubliceerd in 1983 door Schriever.